# قشلاق قرة درة اسمخان أسد (مقاطعة بيله سوار)
قشلاق قرة درة اسمخان أسد (بالفارسية: قشلاق قره دره اسم خان اسد) هي منطقة سكنية تقع في إيران في أردبيل. يقدر عدد سكانها بـ 14 نسمة .